# Општина Периеци (Јаломица)
Периеци (рум. Perieţi) општина је у Румунији у округу Јаломица.
Oпштина се налази на надморској висини од 26 m.